# Macroteleia simulans
Macroteleia simulans är en stekelart som beskrevs av Muesebeck 1977. Macroteleia simulans ingår i släktet Macroteleia och familjen Scelionidae. Inga underarter finns listade i Catalogue of Life.